# Agama lebretoni
Agama lebretoni là một loài thằn lằn trong họ Agamidae. Loài này được Wagner, Barej & Schmitz mô tả khoa học đầu tiên năm 2009.

## Hình ảnh

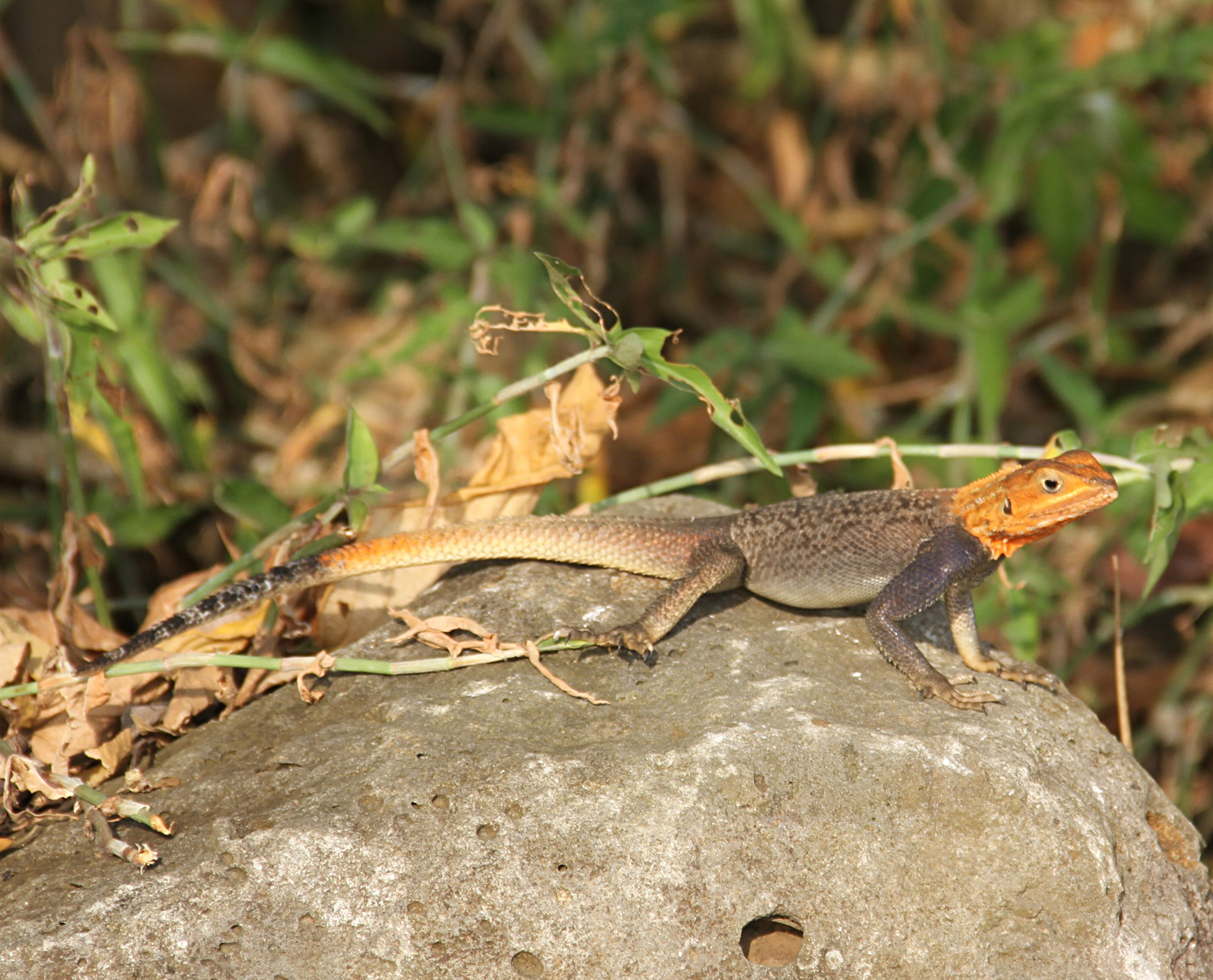